# TwinVQ
TwinVQ (Transform-domain Weighted Interleave Vector Quantization) はNTTヒューマンインターフェース研究所(現サイバースペース研究所)が開発した音声符号化技術。PCM音声を、約1/18のデータサイズまで圧縮することができる。
64 kbpsであった当時のISDN（INSネット64）での音声配信を容易にするための技術として開発された。MP3で行われていた情報の再配分に加え、情報をパターンになったブロックに分け、事前に用意された標準パターンと置き換える手法などを採用した。
MP3より少ないビットレートで可聴帯域の周波数を記録することができ、64 kbps以下であればMP3より優秀である。NTTは80 kbpsで128 kbpsのMP3に匹敵する音質であると公称していた。ただし低ビットレート域での音質は比較的良いものの、それ以外のビットレート域ではあまり評価は高くない。
一部が変更された上でMPEG-4 General Audioの一つ（他にはAACがある）として採用された。また、音楽配信方式の1つであるSolidAudioや、SoundVQ（ヤマハ）、Metasound (Voxware) にも採用されている。FFmpegがDemuxやデコードに対応しているため、VLCなどの多くのプレーヤで再生することができる。

## 仕様
アルゴリズムTwinVQ（変換領域重み付けインターリーブベクトル量子化）
サンプリングレート8 kHz - 44.1 kHz
チャンネル数1ch (mono), 2ch (stereo)
ビットレート1ch あたり 8 kbps - 96 kbps
MIME typeaudio/x-twinvq, audio/x-twinvq-plugin